# Jacques de Saint-Blanquat
Jacques Marie Sébastien de Saint-Blanquat (ur. 21 listopada 1925 w Tuluzie) – francuski duchowny rzymskokatolicki, w latach 1975-1995 biskup Montauban.

## Życiorys
Święcenia kapłańskie przyjął 29 marca 1952. 5 sierpnia 1975 został mianowany biskupem Montauban. Sakrę biskupią otrzymał 5 października 1975. 18 listopada 1995 zrezygnował z urzędu.